# 네오트랜스
네오트랜스(영어: Neo Trans)는 대한민국의 광역철도 노선인 신분당선과 용인 경전철을 운영하는 기업이다.

## 연혁
- 2002년 7월: 신분당선 사업제안서 제출(7개 회사 컨소시움: 두산건설, 대림산업, 대우건설, 동부건설, 코오롱건설, 태영건설, 포스코건설)
- 2003년 9월: 신분당선 전철 민간제안사업 제3자 제안요청 공고
- 2003년 12월: 민간제안사업 우선협상대상자 지정(신분당선)
- 2005년 3월: 실시협약 체결 및 사업시행자 지정(현 국토교통부)
- 2005년 5월: SPC 신분당선, 운영사 네오트랜스 설립
- 2005년 6월: 실시계획 승인
- 2005년 7월: 신분당선 착공
- 2008년 11월: 금융약정서 체결
- 2009년 3월: SMRT(싱가포르)와 PM사업 MOU 체결
- 2009년 10월: 신분당선 본사 입주
- 2010년 4월: 전동차 초도편성 반입
- 2010년 5월: 시운전 개시
- 2011년 2월: 노선 브랜드 DX LINE 확정
- 2011년 4월: 한국철도시설공단과 연장선(정자-광교) PM사업 MOU 체결, 관리운영계약 체결(신분당선-네오트랜스)
- 2011년 9월: 영업시운전 실시
- 2011년 10월 28일: 신분당선 개통 | 시민 초청 시승행사 실시
- 2011년 12월: 준공
- 2012년 2월: YG 엔터테인먼트와 공동 홍보마케팅 MOU 체결
- 2012년 4월: 대한토목학회 ‘올해의 토목구조물’ 금상 수상
- 2012년 9월: ISO 9001 / OHSAS 18001 인증 획득, SBS와 공동 홍보마케팅 MOU 체결
- 2012년 10월: 한국승강기안전기술원 MOU 체결
- 2012년 11월: 국내 지하철 최초 ‘아름다운 화장실’ 대상 수상(행정안전부 등 주최, 청계산입구역)
- 2012년 12월: 한국경제신문과 공동 홍보마케팅 MOU 체결
- 2013년 2월: 무재해 1배 달성 신증(한국산업안전보건공단)
- 2013년 4월: 세계대중교통연맹(UITP) 가입
- 2013년 6월: 한국경제신문, 밀알복지재단과 공동 사회공헌활동 MOU 체결
- 2013년 7월: YTN과 공동업무협약 체결
- 2013년 10월: 신분당선 문화예술위원회 위촉
- 2013년 12월: 서울연극협회와 공동 홍보마케팅 및 문화사업 교류 업무협약 체결
- 2014년 1월: aT센터와 공동 홍보마케팅 MOU 체결
- 2014년 2월: 알파돔시티자산관리(주)와 판교역 일대 문화창조도시 조성을 위한 MOU 체결
- 2014년 3월: 하이브랜드와 양재시민의숲역 문화예술거리 추진 MOU 체결
- 2014년 5월: The-K 호텔 서울과 양재시민의숲역 문화예술거리 추진 MOU 체결
- 2014년 7월: 국토교통과학기술진흥원과 기술교류협력 업무협약 체결, 현대백화점과 공동 홍보마케팅 MOU 체결, PMC 네트웍스와 공동 홍보마케팅 MOU 체결
- 2014년 10월: 무재해 2배 달성 인증(한국산업안전보건공단)
- 2014년 11월: [대한보건협회 주관] 대중교통 음주폐해예방 공동 MOU 체결
- 2014년 12월: 성남시와 상호 협력 업무협약 체결
- 2015년 3월: 신호시스템 공급사 Thales와 MOU 체결
- 2015년 4월: 광교차량사업소 운영 개시
- 2015년 6월: 국민안전처 재난관리평가 우수기관 선정
- 2015년 9월: 한국철도기술연구원과 기술교류협력 MOU체결
- 2015년 10월: 개통 이후 4개년 연속 무사고 달성(8,040,355km)
- 2015년 11월: 1단계 전동차 중정비 완료
- 2015년 12월: 2단계 영업시운전 실시, 기업혁신대상 대한상공회장상 수상, 소년한국일보와 공동 홍보마케팅 MOU 체결, 용인시와 공동 홍보업무협약 체결
- 2016년 1월 30일: 2단계 관리운영계약 체결(경기철도~네오트랜스), 신분당선 2단계(정자~광교) 개통
- 2016년 2월: 무재해 3배 달성
- 2016년 6월: 중앙대학교와 산학협력을 위한 MOU 체결
- 2016년 7월: 경기도와 홍보·문화·복지·교통 협력을 위한 MOU 체결
- 2016년 8월: 용인경량전철 운영 및 유지보수(2차) 개시

## 운영 노선
- ● 신분당선
  - 역수: 16개
  - 기타: 위탁 관리하는 역이나 사실상 신분당선[1], 경기철도[2]의 구간이다.
- ● 용인 경전철
  - 역수: 15개
  - 기타: 위탁 관리하는 역이나 사실상 용인경량전철의 구간이다.

## 주요 업무내용
- 신분당선 전 구간, 용인 경전철 전 구간 역무 관리 및 선로 유지보수운영 업무

## 본점 및 지점 현황
- 본점: 경기도 성남시 분당구 대왕판교로606번길 33 (삼평동)
- 용인지점: 경기도 용인시 처인구 중부대로 1074 (삼가동)

## 같이 보기
- 신분당선 (기업)
- 경기철도
- 새서울철도
- 용인경량전철
- 서울9호선운영
- 서울메트로9호선운영
- 이레일
- 부산-김해경전철운영